# Gerhard Krause (Pastor)

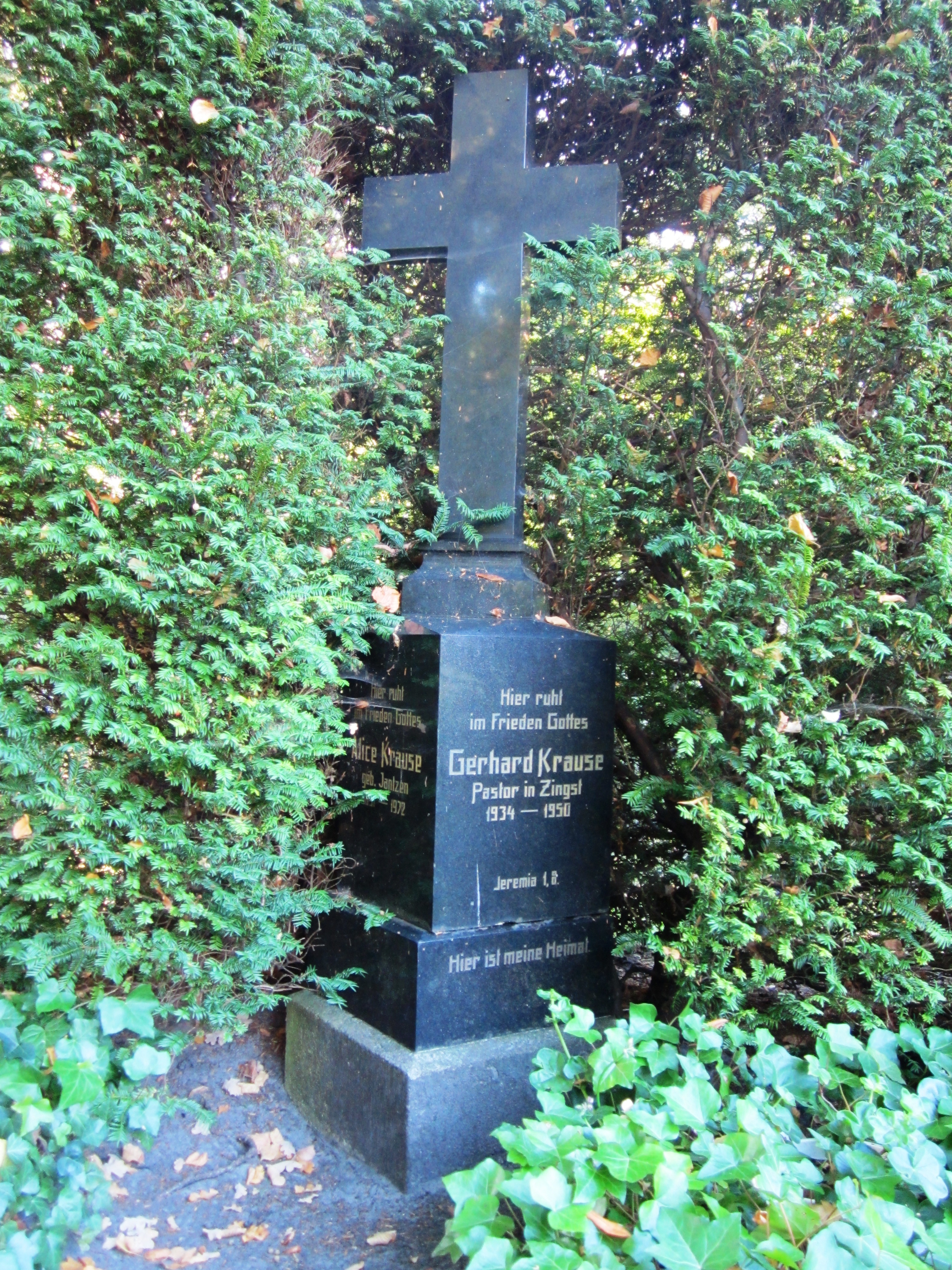
Grabstein auf dem Zingster Friedhof

Gerhard Krause (* 20. Juni 1887 in Zingst; † 30. November 1950 in Zingst) war ein deutscher evangelischer Pastor, Widerstandskämpfer gegen den Nationalsozialismus und Mitglied der Bekennenden Kirche (BK).

## Leben
Gerhard Krause, Sohn des Pastors Rudolf Krause, besuchte nach der Volksschule ein Gymnasium und erwarb dadurch seine Hochschulreife. Er studierte Evangelische Theologie und legte erfolgreich sein Erstes Theologisches Examen ab. Nach Absolvierung der Zweiten Theologischen Prüfung wurde er zum Pastor ordiniert. 1934 trat er das Pfarramt der Peter-Pauls-Gemeinde auf der Halbinsel Fischland-Darß-Zingst an.
Eine wichtige Bedeutung für seinen Lebens- und Berufsweg bekam im Frühjahr 1935 der Besuch des Theologen Dietrich Bonhoeffer in seiner Gemeinde, der auf dem Zingsthof ein Predigerseminar der Bekennenden Kirche (BK) gründete. Bonhoeffer predigte im Gottesdienst über Psalm 42  – ein Erlebnis, das den Ortspastor nachhaltig beeinflusste und ihn ebenfalls für die BK einnahm. Ein Foto mit den Seminaristen, ihrem Lehrer Bonhoeffer und von ihm selber soll bis zu Lebensende einen Platz auf seinem Schreibtisch gehabt haben. Nachdem die Seminarleitertätigkeit Bonhoeffers in Zingst durch die Gestapo verboten worden war, zogen die Teilnehmer nach Finkenwalde in Hinterpommern, wo Bonhoeffer das Predigerseminar erneut einrichtete. 1938 kam dieser noch einmal nach Zingst zurück, um das ehemalige Seminar abzuwickeln.
Krause wurde bei seinen Predigten und anderen Äußerungen in der Öffentlichkeit überwacht. Seine Ausführungen wurden von den NS-Behörden als Defätismus verstanden und führten dazu, dass er 1944 von der Gestapo verhaftet wurde. Ein Gericht verurteilte ihn wegen „Wehrkraftzersetzung“ zum Tode. Zur Vollstreckung des Todesurteils kam es nicht mehr, weil die entsprechenden Gerichtsunterlagen bei einem Bombenangriff verloren gingen.
Nachdem die NS-Herrschaft beseitigt war, beteiligte sich Krause am demokratischen Neuaufbau der Gesellschaft. So engagierte er sich bei der Gründung einer Ortsgruppe der Christlich-Demokratischen Union Deutschlands in Zingst. Dabei kam es zu einem Konflikt mit der sowjetischen Besatzungsmacht. Die erlittenen gesundheitlichen Schäden durch seine Gestapohaft führten 1950 zu seinem Tod.